# 中部安那托利亞地區

地理分區「中部安那托利亞地區」位置圖

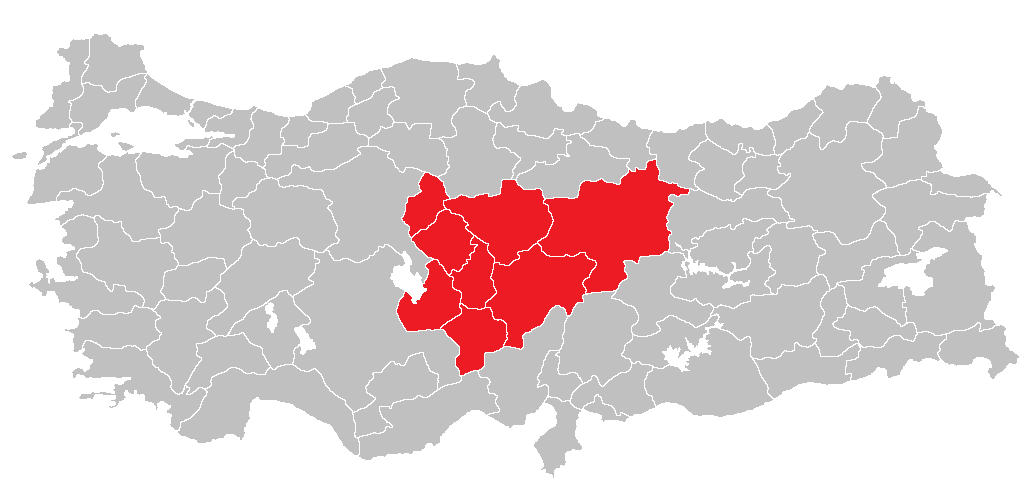
統計分區「中部安那托利亞地區」位置圖，範圍與同名地理分區有差異

39°00′N 33°00′E / 39.000°N 33.000°E
中部安那托利亞地區（土耳其語：İç Anadolu Bölgesi）是土耳其的七個地理分區（土耳其語：bölge）之一。

## 省份

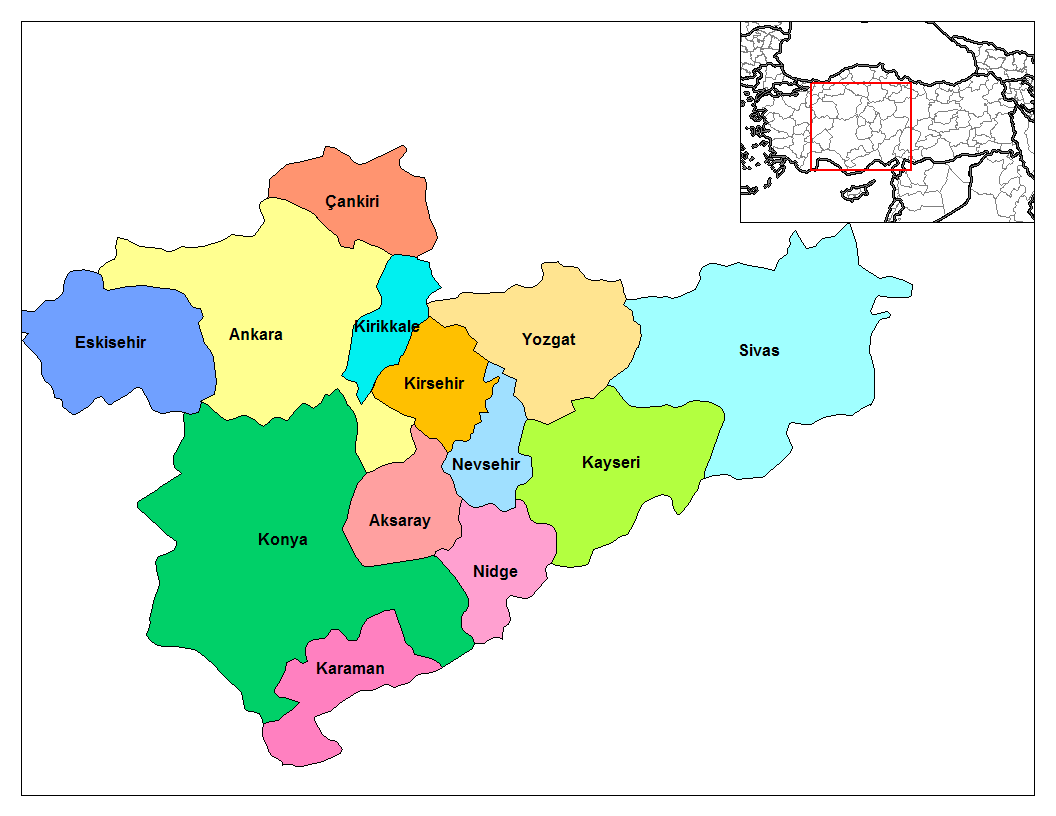
中部安那托利亞地區各省分布圖

總人口：12,105,975
- 阿克薩賴省
- 安卡拉省
- 昌克勒省
- 埃斯基謝希爾省
- 卡拉曼省
- 開塞利省
- 克勒克卡萊省
- 克爾謝希爾省
- 科尼亞省
- 內夫謝希爾省
- 尼代省
- 錫瓦斯省
- 約茲加特省

## 氣候
中部安那托利亞地區屬半乾旱氣候及大陸性氣候，夏季乾熱，冬季寒冷並有降雪，此地區的全年降水量通常不多。